# 踊る大捜査線 歳末特別警戒スペシャル
『踊る大捜査線 歳末特別警戒スペシャル』（おどるだいそうさせん さいまつとくべつけいかいスペシャル）は、1997年12月30日にフジテレビで放送された踊る大捜査線シリーズのスペシャルドラマ。

## ストーリー
1997年12月29日、年末の湾岸署は多忙を極めていた。恩田すみれや真下正義、晴れて湾岸警察署に配属された柏木雪乃たちは、年末で多発する事件や忘年会の準備に追われていた。その頃、警察庁の警備局警備第一課長となっていた室井慎次は、移動中の車内から海外の要人の警護を失敗して叱られる青島俊作を目撃した。青島は3月の不祥事の責任を取り、杉並北警察署へ異動していた。室井は青島が湾岸警察署へ復帰していないことを知り、自身の部下である内田晋三を杉並北署へ向かわせ、青島を湾岸警察署へ復帰させた。青島はひょいと現金輸送車を強襲した犯人を捕まえ、湾岸署へ約半年ぶりに帰った。だが、袴田健吾をはじめ、各課長らは青島を引き取ることを拒んだ。また、3月に定年退職した和久平八郎も、半ば強引に指導員として湾岸署に復帰させられていた。
1997年12月30日、青島は交通課に配属となり、渋々ながら業務を始める。しかし、自分の仕事をそっちのけで小学校で発生した傷害事件に首を突っ込むという勝手な行動を取り、署内でたらい回しにされる羽目になる。そんな中、湾岸警察署管内北見繭の父親が殺害される強盗殺人事件が発生。北見は失語症を発症しており、雪乃に寄り添われていた。その後、湾岸警察署に特別捜査本部が設置され、指揮官として室井の後任である警視庁捜査第一課の新城賢太郎管理官が派遣されてくる。その後も傷害事件を一人で追っていた青島は、杉並北署の篠原浩三の元で制作していた犯人のデータベースを元に犯人を探していた。その末、生活安全課で事情聴取した鏡恭一をその犯人として逮捕する。
1997年12月31日、青島がピーポーくんの着ぐるみを着て警察のイベントに出席していると室井が会いに来る。室井も青島と同様に捜査ができない立場にいた。一方、湾岸署では外国人スリグループの検挙やすみれが身分を偽って交際している藍原誠治、そして魚住二郎の妻で不倫疑惑がある魚住アンジェラが会いに来るなどと大わらわだった。鏡は刑事課に引き渡され、真下が取り調べを行う。しかし、途中真下が席を外した隙に、鏡の姿が見えなくなる。そして次の瞬間、課長席にいた袴田に、別件の証拠品である猟銃を突き付け、「動くな」と恫喝する鏡。なんと鏡は袴田らを人質に取り、刑事課フロアに立てこもってしまった。真下は部屋の扉を閉めるという名目で外へ逃げ、秋山晴海副署長らも外にいた。鏡は人質の中で一番偉い人物を尋ねると、神田総一朗署長は袴田に責任を押付け、袴田は人質に取られ続けた。鏡は薬物と車を要求し、強盗殺人事件の犯人であることも自供した。その後、湾岸署にSATの草壁中らが突入し、鏡を逮捕した。すみれは藍原に別れを告げ、魚住とアンジェラは互いに愛し合っていた。そこに窃盗事件の通報が入り、青島は待機していると、袴田に行くよう言われ、事実上青島は刑事課に復帰することになるのだった。

## キャスト
踊る大捜査線シリーズの登場人物一覧も参照のこと。
- 青島俊作（杉並北署刑事課捜査資料室・巡査部長 → 湾岸署・巡査部長）- 織田裕二
- 室井慎次（警察庁警備局警備第一課課長・警視） - 柳葉敏郎
- 恩田すみれ（湾岸署刑事課盗犯係・巡査部長） - 深津絵里
- 柏木雪乃（湾岸署交通課・巡査） - 水野美紀
- 袴田健吾（湾岸署刑事課課長・警部） - 小野武彦
- 魚住二郎（湾岸署刑事課強行犯係係長代理・警部補） - 佐戸井けん太
- 真下正義（湾岸署刑事課強行犯係係長・警部） - ユースケ・サンタマリア
- 島津（警視庁生活安全部部長・警視長） - 浜田晃
- 秋山晴海（湾岸署副署長・警視）- 斉藤暁
- 中西修（湾岸署刑事課盗犯係係長・警部補）- 小林すすむ
- 森下孝治（湾岸署刑事課強行犯係刑事見習い・巡査部長）- 遠山俊也
- 緒方薫（湾岸署地域課・巡査部長）- 甲本雅裕
- 山下圭子（湾岸署交通課・巡査長） - 星野有香
- 神田総一朗（湾岸署署長・警視正） - 北村総一朗
- 湾岸署生活安全課長 - 石井愃一
- 高橋（湾岸署 交通課長） - 田山涼成
- 湾岸署警務課長 - 山崎一
- 藤島仁（湾岸署 地域課長） - 山崎大輔
- 権田原賢一（寿司屋「和之竹」の大将） - 六平直政
- 池神静夫（警察庁 警備局長） - 津嘉山正種
- 町屋忠正（警視庁 警備部長）- 辻萬長
- 警察庁長官 - 児玉謙次
- 警察庁次長 - 戸沢佑介
- 湾岸署会計課長 - 池田武志
- 警察庁刑事局局長代理 - 奈良坂篤
- 渡辺葉子（湾岸署交通課・巡査） - 星川なぎね
- 吉川妙子（湾岸署交通課・巡査） - 児玉多恵子
- 武（湾岸署刑事課盗犯係・巡査） - 竹沢一馬
- 警視庁警務部長 - 村上幹夫
- 幹部 - 篠原大作
- 幹部 - 加地健太郎
- 警視庁警務部人事課長 - 岸本功
- 警察官 - 林和義
- 現金輸送車強奪犯 - 古田新太
- 草壁中（警視庁SAT中隊長） - 高杉亘
- 内田晋三 - 高橋克実
- 中野 - 野仲功
- 益子署長（杉並北署署長・警視）- 浅沼晋平
- 車上狙い - 平賀雅臣
- 権田原美香（寿司屋「和之竹」の娘・港区立海峰小学校の教諭） - 原沙知絵
- 警視庁刑事部長 - 西岡徳馬
- 篠原浩三（杉並北署捜査資料室長） - 谷啓
- 刑事部捜査第一課捜査員 - 加藤満、渥美博、偉藤康次、田中龍
- 細川典文（刑事部捜査第一課捜査員） - 貴山侑哉
- 綾波麗 - 近藤典子
- 杉並北署副署長 - ドン貫太郎
- 藍原誠治 - 伊藤英明
- 北見繭 - 仲間由紀恵
- 寸借詐欺師 - 久保晶
- 和久刑事の馴染みの酔っぱらい常習犯（クニさん） - 田口主将
- 老女（ホームレス） - 北川智繪
- すみれが連行した窃盗犯 - 津久井啓太
- 真下が現行犯逮捕した傷害犯 - 宮崎吐夢
- 三井一郎 - 三上市朗
- 男 - 山崎智弘
- 須川圭一（生意気な小学生） - 森廉
- 少女 - 今関愛美
- 魚住アンジェラ - エレナイヴァノヴァ
- 不良少女 - 広末涼子
- 新城賢太郎（警視庁刑事部捜査第一課強行犯捜査担当管理官・警視） - 筧利夫
- 鏡恭一 - 稲垣吾郎（SMAP）
- 和久平八郎（湾岸署刑事課・指導員） - いかりや長介
- 藤本浩二、堀勉、植村喜八郎、安良岡俊一、三川雄三、田村元治、平川ひとし、宍戸美和公、小柳友貴美、渋谷泰蔵

## スタッフ
- 演出：本広克行
- プロデュース：亀山千広、東海林秀文
- 脚本：君塚良一
- 音楽：松本晃彦

## ソフトウエア

### 書籍
- シナリオ集
  - 踊る大捜査線 湾岸警察署事件簿 （キネマ旬報社キネ旬ムック 1998年10月31日）ISBN 4-87376-505-6

歳末特別警戒スペシャルのシナリオを収録
- ノベライズ本
  - 踊る大捜査線スペシャル（フジテレビ出版、1998年10月） ISBN 4594025951
  - 踊る大捜査線スペシャル（扶桑社文庫 フジテレビ出版、2003年5月30日） ISBN 459403991X

### VHS
- 踊る大捜査線 歳末特別警戒スペシャル完全版（ポニーキャニオン、1998年4月17日）

### DVD
- 踊る大捜査線 歳末特別警戒スペシャル完全版（ポニーキャニオン、2001年1月17日）